# 쿤 벨러
쿤 벨러(헝가리어: Kun Béla, 1886년 2월 20일 ~ 1938년 8월 29일)은 헝가리의 정치인으로 단명한 헝가리 평의회 공화국을 이끈 공산주의 혁명가이다. 헝가리 평의회 공화국 붕괴 이후 모스크바로 이주하였으나, 대숙청 과정에서 희생되었다.